# Українська міська рада (Обухівський район)
Украї́нська міська́ ра́да — орган місцевого самоврядування у Обухівському районі Київської області з адміністративним центром у м. Українка.

## Загальні відомості
- Територія ради: 5,91 км²
- Населення ради: 14 053 особи (станом на 2001 рік)
- Водоймища на території, підпорядкованій даній раді: річки Дніпро, Стугна.

## Населені пункти
Міській раді підпорядковані населені пункти:
- м. Українка
- с. Плюти

## Склад ради
Рада складається з 30 депутатів та голови.

### Керівний склад попередніх скликань
| Прізвище, ім'я, по батькові | Основні відомості                                                       | Дата обрання | Дата звільнення |
| --------------------------- | ----------------------------------------------------------------------- | ------------ | --------------- |
| Козирєв Павло Генріхович    | Міський голова, 1970 року народження, освіта, безпартійний              | 26.03.2006   | 31.10.2010      |
| Козирєв Павло Генріхович    | Міський голова, 1969 року народження, освіта вища, член Партії регіонів | 31.10.2010   |                 |

Примітка: таблиця складена за даними джерела

### Депутати
За результатами місцевих виборів 2010 року депутатами ради стали:

#### За суб'єктами висування
| Суб'єкт висування                                       | Кількість обраних депутатів | %    |
| ------------------------------------------------------- | --------------------------- | ---- |
| Партія регіонів                                         | 22                          | 73,3 |
| Політична партія Всеукраїнське об'єднання «Батьківщина» | 2                           | 6,7  |
| Політична партія Всеукраїнське об'єднання «Свобода»     | 2                           | 6,7  |
| Політична партія «Нова політика»                        | 2                           | 6,7  |
| Політична партія «Фронт Змін»                           | 2                           | 6,7  |

#### За округами
| № округу                                                | Прізвище, ім'я, по батькові      | Дата визнання обраним | Освіта             | Партійна приналежність                        | Відомості про обраного депутата                                           |
| ------------------------------------------------------- | -------------------------------- | --------------------- | ------------------ | --------------------------------------------- | ------------------------------------------------------------------------- |
| Партія регіонів                                         |                                  |                       |                    |                                               |                                                                           |
| б/м                                                     | Касьянович Наталія Павлівна      | 03.11.2010            | вища               | член Партії регіонів                          | Українська міська рада, секретар ради                                     |
| б/м                                                     | Пухлій Юрій Олексійович          | 03.11.2010            | вища               | член Партії регіонів                          | КП Міський ринок м. Українка, директор                                    |
| б/м                                                     | Кравець Петро Павлович           | 03.11.2010            | вища               | член Партії регіонів                          | Трипільська ТЕС, головний інженер                                         |
| б/м                                                     | Луценко Володимир Петрович       | 03.11.2010            | середня спеціальна | член Партії регіонів                          | Підприємство по обслуговуванню житла, начальник                           |
| б/м                                                     | Білохвощенко Світлана Миколаївна | 03.11.2010            | вища               | член Партії регіонів                          | загальноосвітня школа № 1, директор                                       |
| б/м                                                     | Нагорний Валерій Борисович       | 03.11.2010            | вища               | член Партії регіонів                          | ПАТ Кредитпромбанк, заступник начальника відділення                       |
| б/м                                                     | Ходаківський Павло Михайлович    | 03.11.2010            | середня            | член Партії регіонів                          | ТОВ УІБК Укржитлоінвест, директор                                         |
| б/м                                                     | Замятіна Тетяна Петрівна         | 03.11.2010            | вища               | член Партії регіонів                          | Центр спорту «Спорт для всіх», директор                                   |
| б/м                                                     | Бородіна Галина Анатоліївна      | 03.11.2010            | середня            | член Партії регіонів                          | Українська районна лікарня, старша медсестра інфекційного відділення      |
| 1                                                       | Бунь Віталій Михайлович          | 01.11.2010            | вища               | член Партії регіонів                          | Підприємство по обслуговування житла, заступник начальника                |
| 2                                                       | Дяченко Оксана Петрівна          | 01.11.2010            | вища               | член Партії регіонів                          | приватний підприємець                                                     |
| 3                                                       | Тупицький Михайло Васильович     | 01.11.2010            | вища               | член Партії регіонів                          | Трипільська ТЕС, інженер                                                  |
| 5                                                       | Долгіх Тетяна Вікторівна         | 01.11.2010            | вища               | член Партії регіонів                          | Трипільська ТЕС, інженер                                                  |
| 6                                                       | Сивенко Олег Леонідович          | 01.11.2010            | середня            | член Партії регіонів                          | Човново-стояночний кооператив «Риф», голова правління                     |
| 7                                                       | Лужецька Олеся Богданівна        | 01.11.2010            | вища               | член Партії регіонів                          | У відпустці по догляду за дитиною                                         |
| 8                                                       | Малимін Володимир Володимирович  | 01.11.2010            | вища               | член Партії регіонів                          | Підприємство по обслуговування житла, головний інженер                    |
| 9                                                       | Черевата Світлана Миколаївна     | 01.11.2010            | середня            | член Партії регіонів                          | Дошкільно-навчальний заклад «Альонушка», вихователь                       |
| 10                                                      | Меженський Юрій Володимирович    | 01.11.2010            | незакінчена вища   | член Партії регіонів                          | Федерація бойового самбо м. Київ, віце-президент                          |
| 11                                                      | Краснюк Костянтин Костянтинович  | 01.11.2010            | вища               | член Партії регіонів                          | Українська районна лікарня, завідувач неврологічного відділення           |
| 12                                                      | Скиба Ігор Юрійович              | 01.11.2010            | вища               | член Партії регіонів                          | приватний підприємець                                                     |
| 13                                                      | Гідіон Ірина Юріївна             | 01.11.2010            | вища               | член Партії регіонів                          | Українське водопровідно-каналізаційне підприємство, начальник абонвідділу |
| 15                                                      | Крячко Світлана Миколаївна       | 01.11.2010            | середня спеціальна | член Партії регіонів                          | приватний підприємець                                                     |
| Політична партія Всеукраїнське об'єднання «Батьківщина» |                                  |                       |                    |                                               |                                                                           |
| б/м                                                     | Дидик Тамара Борисівна           | 03.11.2010            | вища               | член Всеукраїнського об'єднання «Батьківщина» | загальноосвітня школа № 2, директор школи                                 |
| б/м                                                     | Вадіс Віктор Іванович            | 03.11.2010            | вища               | член Всеукраїнського об'єднання «Батьківщина» | ТОВ «Віліва», директор                                                    |
| Політична партія Всеукраїнське об'єднання «Свобода»     |                                  |                       |                    |                                               |                                                                           |
| б/м                                                     | Іллєнко Пилип Юрійович           | 03.11.2010            | вища               | член Всеукраїнського об'єднання «Свобода»     | ТОВ Іллєнко Фільм, директор                                               |
| б/м                                                     | Перебийніс Михайло Антонович     | 03.11.2010            | середня            | член Всеукраїнського об'єднання «Свобода»     | приватний підприємець                                                     |
| Політична партія «Нова політика»                        |                                  |                       |                    |                                               |                                                                           |
| 4                                                       | Дацько Софія Володимирівна       | 01.11.2010            | середня            | член Політичної партії «Нова політика»        | Виконавчий комітет Української міської ради, технік з благоустрою         |
| 14                                                      | Шутак Віктор Дмитрович           | 01.11.2010            | вища               | член Політичної партії «Нова політика»        | приватний підприємець                                                     |
| Політична партія «Фронт Змін»                           |                                  |                       |                    |                                               |                                                                           |
| б/м                                                     | Ховенко Валерій Сергійович       | 03.11.2010            | вища               | член Політичної партії «Фронт Змін»           | ВАТ Енергетик, президент                                                  |
| б/м                                                     | Ржечицький Олексій Валерійович   | 03.11.2010            | вища               | член Політичної партії «Фронт Змін»           | ЗАТ Українські радіосистеми, старший фахівець з розвитку проектів         |